# Театр Жастар
Театр Жастар — молодёжный театр в Астане (Казахстан), открылся 5 июля 2003
. Лауреат международных и республиканских театральных фестивалей.

## История
Молодежный театр Астаны — молодежный театр, основанный 5 июля 2007 года при поддержке акимата города Нур-Султан. Театр открылся спектаклем «Чингисхан» Чингиза Айтматова и Абиша Кекилбаевича. Режиссер спектакля Жакыпбай, Нурканат, автор постановки — Жаныш Кульмамбетов.
Первым директором театра стал актер, заслуженный деятель Казахстана, лауреат премии Союза молодежи Кулжанов, Гани Абдуалиевич.Большинство актеров — ученики профессора Нурканата Жакыпбая.
Театр долгие годы находился без здания. 1 марта 2015 года театр получил новое здание.
С 2020 года театр возглавит Ахметов, Адиль Ералиевич — Заслуженный деятель Казахстана, Лауреат Государственной премии Республики Казахстан. Художественный руководитель театра Жакыпбай, Нурканат- профессор, Заслуженный деятель искусств Республики Казахстана, Лауреат национальный театральный премии «Сахнагер», Отличник образования Республики Казахстана.

## Труппа
1. Кулжанов, Гани Абдуалиевич — Заслуженный деятель Республики Казахстан
2. Ахметов, Адиль Ералиевич — Заслуженный деятель Республики Казахстан
3. Сергазин, Даурен Серикбекович — Заслуженный деятель Республики Казахстан
4. Амангелдин Мейргат  — актер театра и кино, Лауреат национальной премии театрального искусства «Сахнагер»
5. Кусанбаев Бейбит  — «Отличник культуры» РК
6. Батай Жандаулет  — актер театра и кино
7. Рахипова Айнур  — актриса театра и кино, Лауреат театральных фестивалей
8. Серикболова Назерке — актриса театра и кино, Лауреат национальной премии театрального искусства «Сахнагер»
9. Эскулов Азамат — актер театра и кино

## Награды и премии
1. В октябре 2008 года на Международном театральном фестивале «АРТ ОРДО» в Бишкеке, Кыргызстан, посвященном 80-летию со дня рождения Чингиза Айтматова, спектакль «Мучения души» по произведениям Ш. Айтматова получил Гран-при.
2. В марте 2008 года на фестивале, посвященном Международному дню театра, спектакль Н. Гоголя «Ревизор» получил Гран-при.
3. В 2010 году стал победителем в номинациях «Лучший режиссер» и «Лучшая роль Чингисхана» на III Международном театральном фестивале Центральной Азии в Алматы со спектаклем «Чингисхан» по пьесе Чингиза Айтматова и Абиша Кекилбаевича
4. В сентябре 2011 года на XIX Фестивале театров, посвященном 20-летию Независимости Республики Казахстан в Алматы, спектакль Султана Раева «Долгая дорога в Мекку» получил Гран-при.
5. На Международном театральном фестивале «Возрождение и театральное искусство», который проходил с 9 по 13 апреля 2012 года в Ашхабаде, спектакль Молодежного театра получил высокую оценку и был отмечен специальным дипломом.
6. В 2012 году на XX Республиканском фестивале драматических театров Казахстана, посвященном 80-летию Азербайджана Мамбетова в Уральске, спектакль Николая Гоголя «Ревизор» получил Гран-при.
7. В 2013 году театр участвовал в Международном фестивале тюркоязычных театров «Тысяча дыханий и один голос» в Конье, Турция и получил специальный диплом.
8. В сентябре 2013 года на XXI Республиканском театральном фестивале, посвященном 80-летию писателя и драматурга Т. Ахтанова в Актобе, спектакль Бердыбека Сокпакбаева «Көзіме бір көрінсең, бала ғашық» победил в номинации «Лучший молодежный образ».
9. В 2014 году на XXII республиканском фестивале драматических театров, посвященном 100-летию Сабиры Майкановой в Кызылорде, Гран-при получила комедия Уильяма Шекспира «Асауға тұсау».
10. Спектакль Гоголя «Ревизор» в очередной раз завоевал Гран-при V Международного театрального фестиваля Центральной Азии в октябре 2014 года в Актау.
11. В ноябре 2014 года он участвовал в Международном театральном фестивале «Откровение» в Алматы с мелодрамой Марка Леви «Между землей и небом» и был награжден специальным дипломом.
12. В июне 2015 года он принял участие в XII Международном фестивале драматических театров тюркских народов «Наурыз» в Казани, Татарстан с комедией Уильяма Шекспира «Представление диким» и был награжден специальным дипломом фестиваля.
13. В 2015 году на XXII Республиканском фестивале драматических театров в Усть-Каменогорске драма Сакена Жунусова «Тырау-тырау, тырналар…» была удостоена специального приза в номинации «Высокий уровень творческой гармонии».
14. В сентябре 2016 года, в честь 25-летия Содружества Независимых Государств, коллектив театра принял участие в XXI Международном театральном фестивале «Белая Вежа» в Бресте, Беларусь со спектаклем «Чингисхан» Чингиза Айтматова и Абиша Кекилбаева и стал победителем в номинации «Самое впечатляющее».
15. В октябре 2016 года комедия Уильяма Шекспира «Асауға тұсау» заняла первое место на VI Международном фестивале Центральной Азии «Казахстан — сердце Евразии».
16. В сентябре 2017 года на VI Международном фестивале тюркоязычных театров «Туганлык» в Уфе «Ревизор» Николая Гоголя (режиссер Нурканат Жакыпбай) победил в трех номинациях: «За профессиональное оборудование и ансамблевое исполнение», «Лучшее музыкальное оформление», «Лучший женский образ на заднем плане». "(За роль Анны Андреевны Махаббат Мадгуловой).
17. На VI Международном театральном фестивале АРТ-ОРДО в Бишкеке в 2017 году комедия Уильяма Шекспира «Представление Асау» (режиссер Нурканат Жакыпбай) получила премию жюри «Лучшая режиссура». Нурканат Жакыпбай удостоен почетного звания академика Союза театральных деятелей Кыргызстана, Академии народного театрального искусства.
18. Коллектив театра принял участие в XII Международном музыкальном фестивале в Тэгу, Южная Корея, с 22 июня по 9 июля 2018 года с мюзиклом Габита Мусрепова «Кыз Жибек».
19. Коллектив театра стал обладателем Гран-при Фестиваля драматических театров Казахстана, посвященного 20-летию Астаны и 80-летию выдающегося театрального актера, режиссера, народного артиста Казахстана Раимбека Сейтметова, который проходил с 17 по 21 сентября 2018.
20. В 2018 году на Международном театральном фестивале «Айтматов и театр — 2018» в Бишкеке, Кыргызстан, спектакль «Чингисхан» Чингиза Айтматова, Абиша Кекилбаева занял первое место в номинации «Лучший спектакль».

## Репертуар
1. Ч. Айтматов «Жан азабы»
2. Н. Гоголя «Ревизор»
3. Т. Миннуллин «Диляфруздың төрт күйеуі»
4. Ч. Айтматов, А. Кекилбаев «Чингисхан»
5. С. Раев «Меккеге қарай ұзақ жол»
6. У. Шекспир «Асауға тұсау»
7. М. Леви «Жер мен Көктің арасы»
8. С. Жунисов «Тырау-тырау, тырналар…»
9. А. Кекилбаев «Нартәуекел»
10. Б. Сокпакбаев «Көзіме бір көрінсең, бала ғашық»
11. Н. Жакыпбай «Жанарымдағы жалғыз әуен»
12. Г. Мусирепов «Жібек»
13. Н. Колядан "Тасбақа үміт
14. С. Дуйсенбиев «Махаббат миниатюралары»
15. Ж. Пило, О. Шультез «Моцарт»
16. Т. Миннуллин «Іздеп таптым сені»
17. Б. Бекжанов «Өмір»
18. Ж. Сомжурек «Көзімнің қарасы»
19. Б. Алимжанов «Қарыз бен Қаспақ»
20. У. Шекспир «Гамлет»
21. К. Жунисов «Алғашқы махаббат»
22. М. Ауезов, К. Мухамедежанов «Айман-Шолпан»
23. С. Касымбек «Лифт»
24. Е. Уахитов «Құдалар»
25. Ж. Кулмамбетов «Жасауыл»
26. О. Букей «Қар қызы»
27. О. Букей «Ұйқым келмейді»
28. Ж. Сомжурек «Тілеп-Сарықыз»
29. Т. Ахметжан «Сұлу мен суретші»
30. Н. Оразалин «Шырақ жанған түн»
31. Ж. Б. Мольер"Ақымақ болған басым-ай!"
32. Д. Саламат «Ғайыптағы мәңгілік махаббат сазы»
33. П. Мериме, Б. Щедрин «Кармен»
34. К. Жунисов «Пранк — Махаббат»